# GSM-термінал

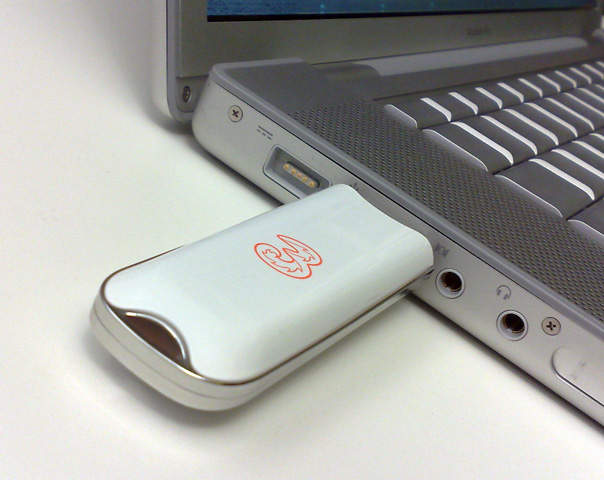
3G-модем, підключений до ноутбука

GSM термінал (GSM модем) — бездротовий модем, який працює з GSM мережами. GSM термінал забезпечує передачу даних з будь-якої точки земної кулі, охопленої GSM-мережею. На 2025 рік це більше 85% території, заселеної людьми .
GSM термінал може бути зовнішнім пристроєм або пристроєм карти PCMCIA (PC Card). Зовнішній GSM термінал підключається до комп'ютера через COM порт, USB, Bluetooth або ІЧ-порт. Для реалізації бездротового зв'язку GSM модем, також як і мобільний телефон, вимагає SIM карту.
Так само як і dial-up модеми, GSM модеми підтримують загальний набір AT команд, але крім цього, вони підтримують розширений набір AT команд. Ці додаткові команди визначені стандартом GSM, вони дозволяють читати, писати і відправляти SMS повідомлення, моніторити сигнал та рівень заряду акумулятора, читати, писати і шукати записи телефонної книги.

## Області застосування GSM терміналів

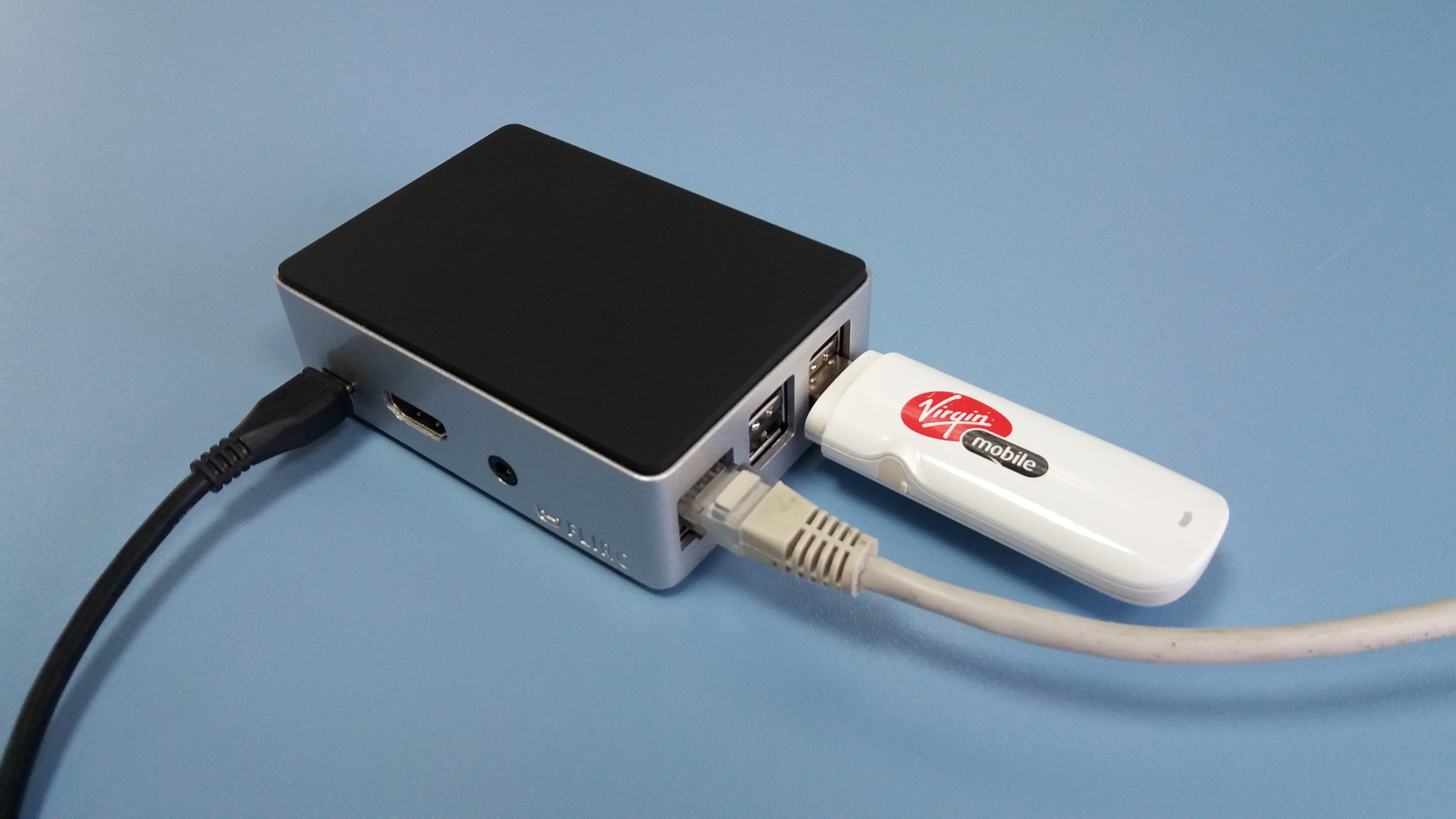
PBX побудована на Asterisk та Raspberry PI

- Автомобільний транспорт та моніторинг рухливих об'єктів. Дозволяє організувати контроль пересування транспорту підприємств та приватних осіб по всіх регіонах і отримувати інформацію про місцезнаходження фізичної особи.
- Телеметрія: моніторинг і управління. Вимірювання на відстані різноманітних фізичних величин, які характеризують стан об'єктів, що контролюються. Також, GSM модеми використовуються в системі «Розумний будинок» — система віддаленого оповіщення господаря об'єкту, що охороняється, про показання лічильників води, газу, електроенергії, про спрацювання датчиків вогню і диму, затоплення, надмірного охолодження, руху, порушення цілісності стекол.
- Автоматизовані системи контролю та обліку енергоресурсів (АСКОЕ). Системи енергообліку дозволяють здійснювати облік споживання електроенергії і тепла на об'єктах житлового, комерційного і виробничого призначення. Системи можуть враховувати споживання енергоресурсів на рівні будинку, районів, міста, населеного пункту з єдиним диспетчерським і фінансовим центрами.
- Дистанційна диспетчеризація. Системи диспетчеризації — це системи збору, обробки та візуалізації інформації у сфері телекомунікацій, водопостачання, нафтовій та газовій промисловості та ін. Такі системи дозволяють здійснювати централізований контроль, управління і координацію різних процесів, що відбуваються на віддалених об'єктах, з використанням оперативної передачі інформації між цими об'єктами і пунктом управління.
- Вендінг. Використання GSM модемів для зв'язку і передачі даних з торгових автоматів, платіжних терміналів, кавових і банківських автоматів.
- Телемедицина. Використання GSM модемів для адресного обміну медичною інформацією між фахівцями з метою підвищення якості та доступності діагностики і лікування пацієнтів.

## Типи GSM терминалів
1. За інтерфейсами для підключення, що використовуються
- USB модеми (USB modem). Це бездротові модеми, які мають інтерфейс USB. У більшості випадків живлення модемів здійснюється через цей інтерфейс, проте, деякі моделі мають додаткову можливість живлення від окремого роз'єму. Ці бездротові модеми призначені, як для застосування в системах M2M (machine to machine) для забезпечення бездротового зв'язку між елементами різного роду обладнання або систем, з використанням технологій EDGE і GPRS,так і для організації мобільного доступу в Інтернет, з використанням технологій EDGE і 3.5G.
- RS-232 термінали. У цього класу обладнання для передачі даних є інтерфейс RS-232 і вхід живлення. Дані модеми використовуються в системах M2M для забезпечення бездротового зв'язку між елементами різного роду обладнання або систем. Для організації мобільного доступу в Інтернет такі модеми не використовуються.
- PCMCIA модеми. Ці модеми призначені для організації мобільного доступу в Інтернет, використовуються для підключення до комп'ютера або ноутбука, що має PCMCIA слот (PCMCIA Type II PC Card). Всі PCMCIA модеми використовують технологію EDGE.
- Express Card модеми. Дані модеми призначені для організації мобільно годоступу в Інтернет, використовуються з будь-якими сучасними ноутбуками, що мають слот ExpressCard 34mm або ExpressCard 54mm. Всі Exspress Card модеми використовують технологію EDGE.

2. За технологією стільникового зв'язку:
- GPRS термінали (модеми). Дозволяють використовувати технологію GSM в пристроях, не вимогливих до обсягу інформації, що передається. Зазвичай подібні термінали застосовуються в системах M2M для забезпечення бездротового зв'язку між елементами різного роду обладнання.
- EDGE термінали (модеми). Дані модеми використовують більш високошвидкісні протоколи бездротової передачі даних, що дозволяє застосовувати їх для доступу в Інтернет або для організації бездротового зв'язку між елементами систем M2M, що вимагають передачі великих обсягів даних.
- 3G модеми (UMTS модеми) та 3.5G модеми (HSDPA модем). Подібні пристрої використовують більш високошвидкісні протоколи бездротової передачі даних: UMTS і HSDPA.
- 4G модеми. Такі пристрої підтримують 4G технології (WiMAX, LTE), які як мінімум у 2 рази (а сучасні модифікації вже у 5-10 разів) перевершують за швидкістю 3G технології. Технології 4G повинні забезпечувати швидкість передачі даних на рівні 100 Мбіт / сек і більше — для мобільних абонентів та 1 Гбіт / сек — для стаціонарних абонентів.